# Bergbahn Lech–Oberlech
| Bergbahn Lech–Oberlech | Bergbahn Lech–Oberlech                   |
| ---------------------- | ---------------------------------------- |
| Bergstation Oberlech   |                                          |
| Standort:              | Lech (Vorarlberg) Österreich             |
| Bauart:                | Pendelbahn                               |
| Baujahr:               | 2016                                     |
| Berg:                  | Oberlech Österreich                      |
| Talstation:            | Lech, 1442 m                             |
| Höhendifferenz:        | 217 m                                    |
| Bergstation:           | Oberlech Österreich 1659 m               |
| Streckenlänge:         | 846 m                                    |
| Fahrdauer:             | 3 min                                    |
| Anzahl der Gondeln:    | 2 Stk.                                   |
| Anzahl der Stützen:    | 2 Stk.                                   |
| Kapazität:             | 1230 Pers./Stunde                        |
| Hersteller:            | Ludwig Steurer Maschinen und Seilbahnbau |
| Betreiber:             | Lech-Oberlech GmbH & Co KG               |
| Website:               | www.lech-zuers.at                        |

Die Bergbahn Lech–Oberlech ist eine Luftseilbahn (Pendelseilbahn) in Lech im österreichischen Bundesland Vorarlberg.
Die Seilbahn verbindet die Talstation auf 1434 m ü. A. mitten im Ort mit der Bergstation in 1650 m ü. A. Die Anlage befindet sich im Besitz der Bergbahn Lech-Oberlech GmbH & Co KG. Die Seilbahn zwischen Lech und Oberlech ist nicht nur eine Wintersportseilbahn, sondern ein öffentliches Verkehrsmittel, da sie die beiden Ortsteile im Winter für die Öffentlichkeit alleine verbindet.

## Geschichte
Die erste Seilbahn zwischen Lech und Oberlech wurde 1947 nach den Plänen des Seilbahnkonstrukteurs Karl Peter errichtet. Es wurden bei dieser Anlage auch die ersten Versuche für eine vollautomatische Seilbahn ohne Bedienpersonal in der Praxis durchgeführt, nachdem Karl Peter eine Demonstrations- und Versuchsanlage in Batschuns zuvor errichtet hatte. Die erste Seilbahnanlage mit Kleinkabinen konnte je vier Personen / Kabine transportieren.
1959 erfolgte der erste große Umbau, bei dem Kabinen mit einem Fassungsvermögen von 25 Personen installiert wurden (480 Personen pro Stunde).
1978 wurden Kabinen mit einem Fassungsvermögen bis 28 Personen installiert. 1995 wurden diverse Komfortverbesserungen durchgeführt (Ersatz des Mittelbahneinstiegs durch einen Schiebebahneinstieg, zwei für den Nachtbetrieb geeigneten Kabinen, Erneuerung der Elektrotechnik, Anschluss an das Oberlecher Tunnelsystem).
2007 wurde der Vorplatz der Talstation mit einer Glas-Stahlkonstruktion überdacht und die Ausgangsbereiche neu gestaltet.
Von April 2016 bis Dezember 2016 wurde die Bahn sehr weitgehend erneuert. Die neue Pendelbahn mit zwei Stützen verläuft auf der gleichen Trasse wie die alte Anlage. Es wurde die gesamte Bahntechnik, die Stützen, Seile, Kabinen erneuert und die Berg- und Talstation neu errichtet. Die seilbahntechnische Anlage wurde von der Fa. Ludwig Steurer aus Doren geliefert. Die Kosten des Umbaus betrugen rund 15 Millionen EURO (davon Seilbahntechnik etwa 5,5 Millionen). Die Förderkapazität wurde auf 80 Personen/Kabine erhöht (von 514 auf 1235 p/h).

## Technische Daten
Die Bergbahn Lech–Oberlech wurde 2016 nach langjähriger Diskussion und Vorbereitung in kürzester Zeit umfassend erneuert. Die Förderleistung galt seit Jahren als ungenügend, um dem Fahrgastaufkommen zu entsprechen. Durch den Umbau der Anlage wurde die Gesamtkapazität der Förderleistung der Anlage im Vergleich zur vorherigen um fast zwei Drittel gesteigert.

### Technische Daten der neuen Anlage
Das System der Pendelseilbahn wurde auch bei der neuen Bahn beibehalten. Technische Daten:
- Seilhöhe in der Talstation: 1434 m
- Seilhöhe in der Bergstation: 1650 m
- Höhenunterschied: 215 m
- Betriebslänge (waagrechte Länge): 816 m
- Betriebslänge (schräge Länge): 845 m
- Seilhersteller: Fatzer
- Stützen: 2 (Gewicht: Stütze 1–64 Tonnen, Stütze 2–93 Tonnen)
- Fahrbetriebsmittel (Kabinen von Carvatech): 2
- Fassungsvermögen Fahrbetriebsmittel: je 80 Personen
- Wagenbegleiter erforderlich: ja
- größte Förderleistung je Stunde und Richtung: 1235 Personen.
- Hersteller seilbahntechnische Steuerung: Frey Austria
- Datum der Inbetriebnahme: 8. Dezember 2016

### Technische Daten der alten Anlage (1959)
Die alte und 2016 ersetzte Pendelbahn wurde 1959 ebenfalls von der Fa. Steurer in Doren errichtet.
- Seilhöhe in der Talstation: 1450 m
- Seilhöhe in der Bergstation: 1666 m
- Höhenunterschied: 216 m
- Betriebslänge (schräge Länge): 846 m
- mittlere Neigung: 28,20 %
- größte Neigung: 51,60 %
- Fahrbetriebsmittel (Kabinen): 2
- Fassungsvermögen Fahrbetriebsmittel: 28 Personen (seit 1978)
- Höchstfahrgeschwindigkeit 7 m/s
- Fahrtzeit: ca. 3 Minuten
- größte Förderleistung je Stunde und Richtung: 560 Personen
- Schiebebahnsteig: ja
- Datum der Inbetriebnahme: 12. März 1959
- Datum der Stilllegung: 17. April 2016
- Beginn des Abrisses: 25. April 2016

## Oberlecher Tunnelsystem
Oberlech ist von Dezember bis April jeden Jahres für den Autoverkehr gesperrt und ist nur über die Seilbahn Lech–Oberlech mit dem Ortszentrum von Lech verbunden. Die meisten Urlaubsgäste reisen mit dem Auto an und müssen dieses in einem der 800 Tiefgaragenparkplätze abstellen. Der Transport der Gäste und deren Gepäck erfolgt mit der Seilbahn nach Oberlech.
Das Oberlecher Tunnelsystem hat etwa sieben Millionen Euro gekostet und basiert auf der Vision des Hoteliers Fridolin Lucian und seines Sohns Gerhard. Das Tunnelsystem wurde als ein Konzept für den sanften Tourismus entwickelt und 1996 eröffnet. Bis 1995 wurden diese Transporte von 26 Skidoos und Pistenraupen abgewickelt. Durch das zwei Kilometer lange Tunnelsystem werden die Hotels und Gasthöfe in Oberlech unterirdisch verbunden. Die gesamte Be- und Entlieferung wird seither über das Tunnelsystem abgewickelt. Die letzte Ausbaustufe erfolgte durch die Errichtung eines 300 Meter langen Tunnels von der Bergstation der Bergbahn Lech–Oberlech zum Hotel Sonneburg und eines davon abzweigenden 100 Meter langen Stranges Richtung Osten zum Landhaus Sonnenburg und Chalet Montana im Sommer 2007.